# Atala-Moschee

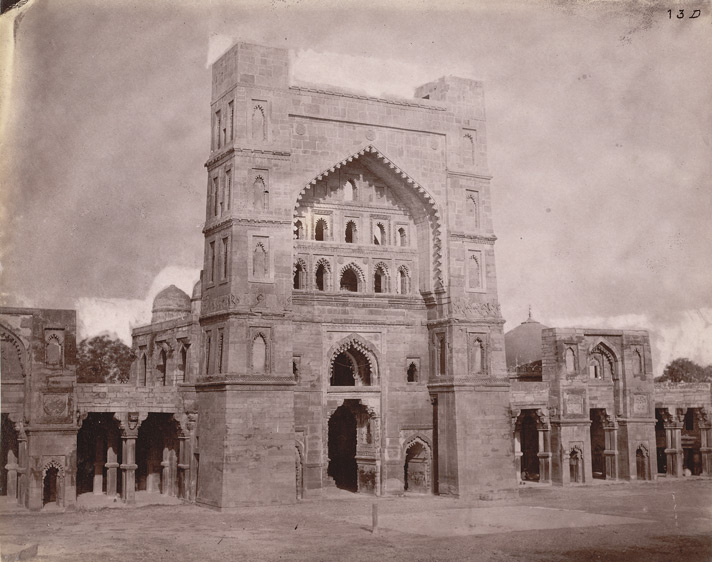
Atala-Moschee, Jaunpur (Foto um 1875)

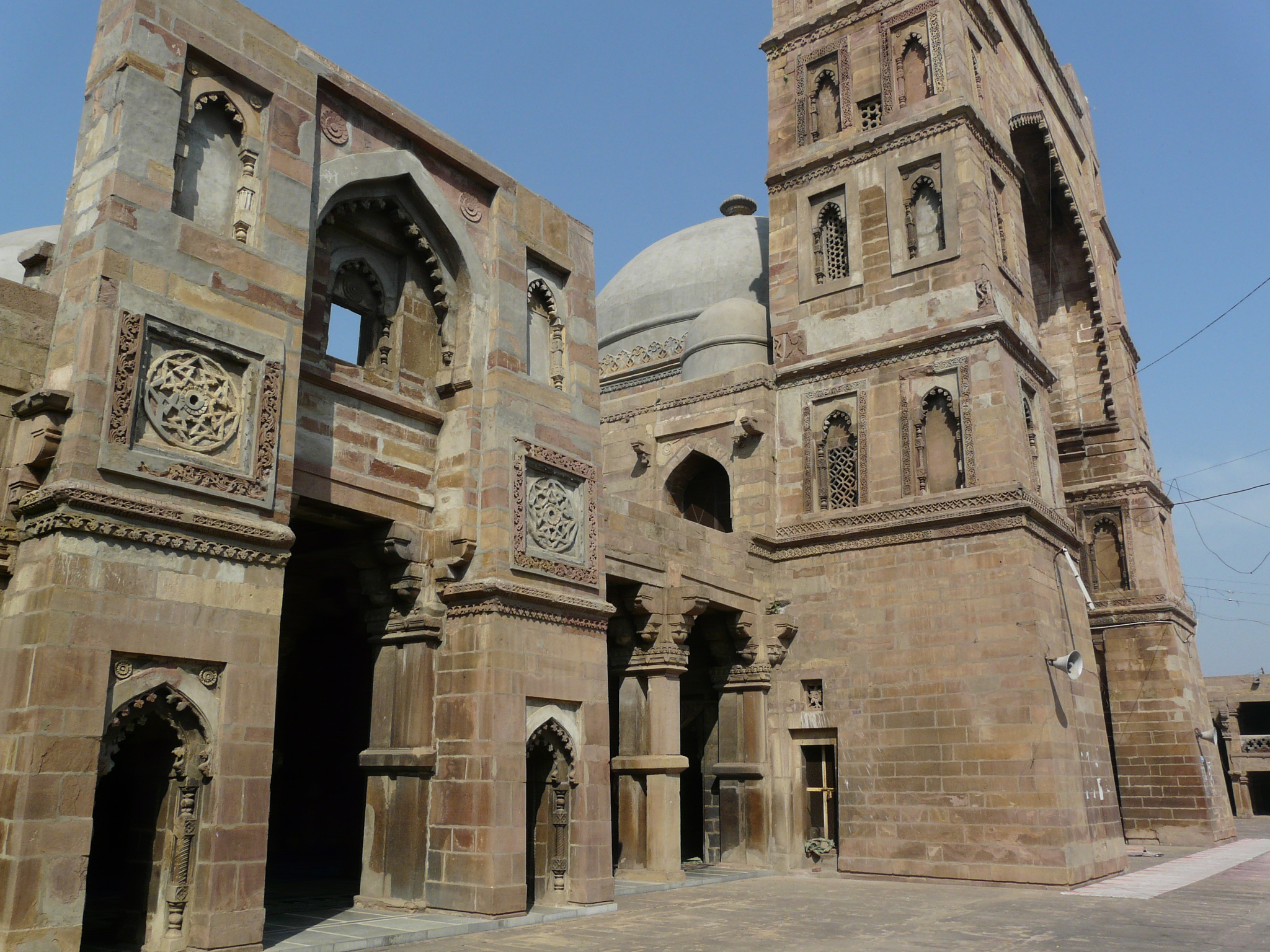
Atala-Moschee

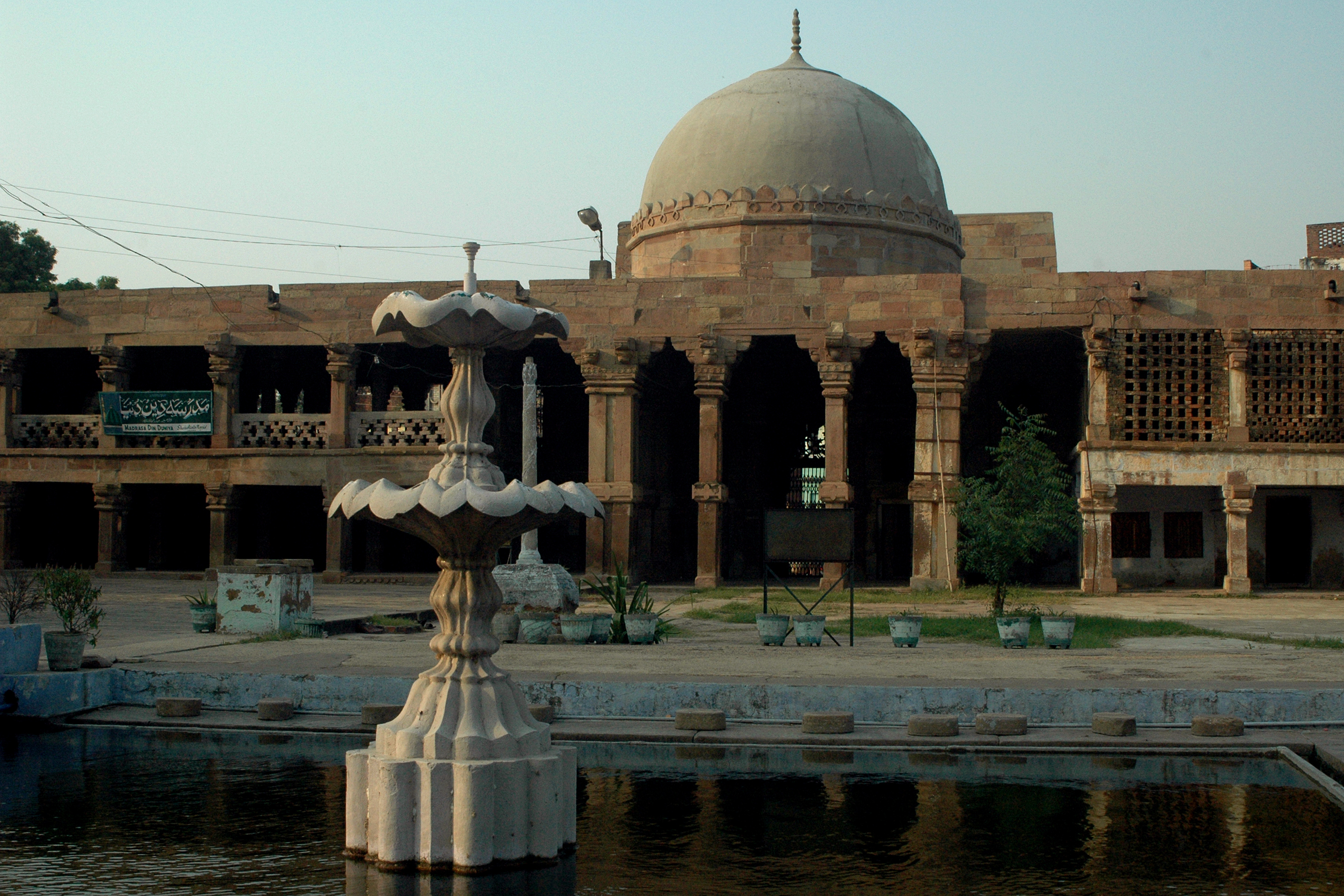
Eingangsportal, seitliche Galerien und zentrales Brunnenbecken der Atala-Moschee

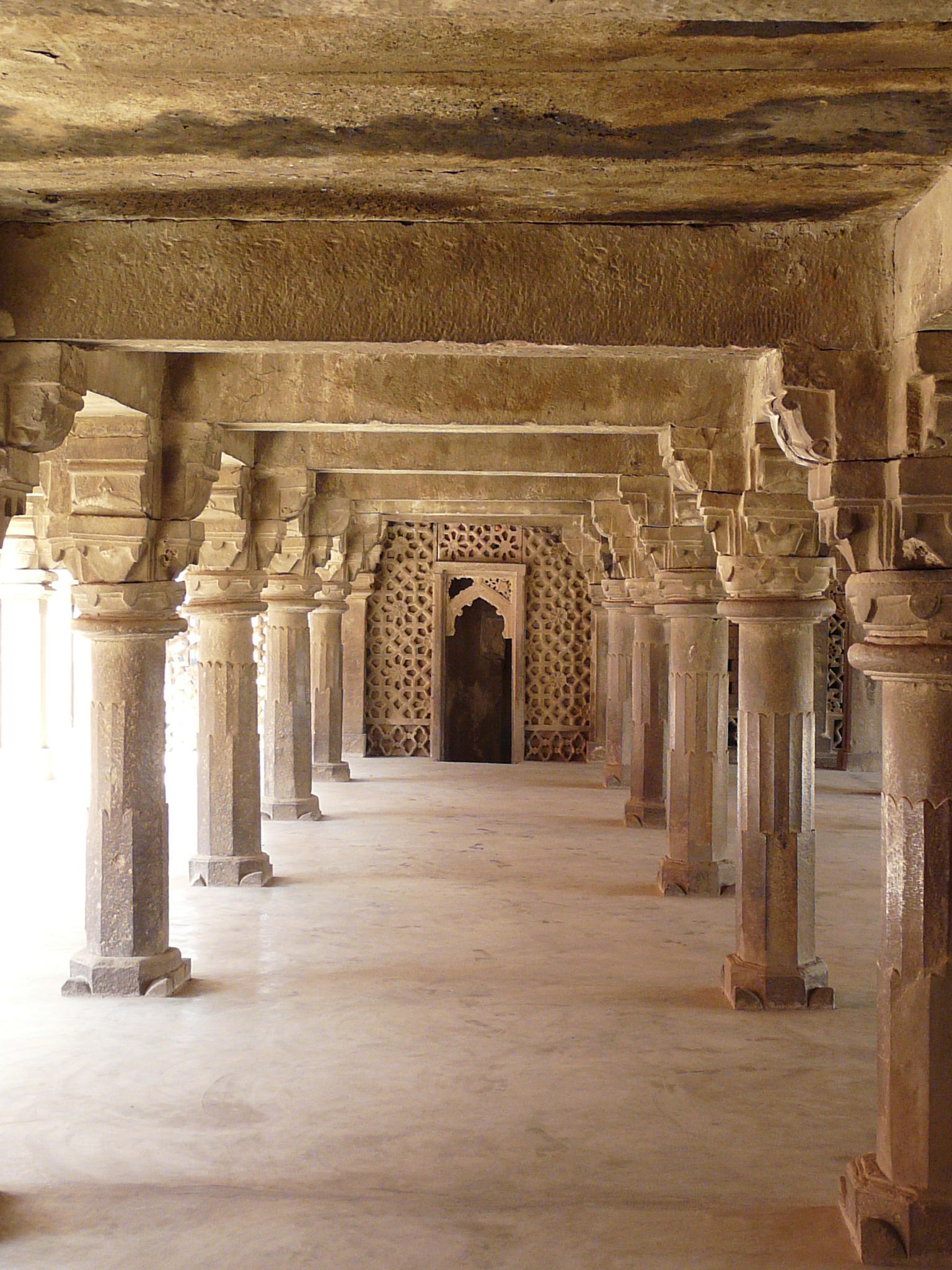
Seitliche Galerie mit Flachdecke

Die um 1408 fertiggestellte Atala-Moschee ist der Gründungsbau des von 1394 bis 1479 unabhängigen nordindischen Sultanats von Jaunpur.

## Geschichte
Infolge der inneren politischen und militärischen Schwäche des Sultanats von Delhi, welches überdies im Jahr 1398 von den Truppen Timurs angegriffen und erobert wurde, entstanden mehrere unabhängige Sultanate – darunter auch eines mit der Hauptstadt Jaunpur. Der dritte Herrscher der regierenden Scharqī-Dynastie, Ibrahim Schah, initiierte die Fortsetzung des möglicherweise noch unter Firuz Schah Tughluq begonnenen, aber zwischenzeitlich verwaisten Bauprojekts der Atala-Moschee und wählte für den Norden Indiens bislang unbekannte Stilformen, die manchmal als ‚Scharqī-Stil‘ bezeichnet werden.

## Architektur

### Hof
Die Atala-Moschee gehört zum Typus der im mittel- und südasiatischen Raum weit verbreiteten Hofmoscheen – d. h. der weitaus größte Teil der auf drei Seiten durch – in Hindu-Manier gestaltete – doppelstöckige Galerien eingefassten und durch drei überkuppelte Portalbauten zugänglichen Moschee wird von einer quadratischen Hoffläche (sahn) mit etwa 54 m Seitenlänge und einem zentralen Brunnenbecken für die vom Koran (Sure 5,6) vor dem Gebet vorgeschriebene kleine Waschung (Wudū') eingenommen. Das Obergeschoss der umlaufenden Galerien ist in Teilen durch steinerne Jali-Gitter vor Blicken geschützt; man kann annehmen, dass diese Bereiche den Frauen vorbehalten waren.

### Moschee
Der eigentliche Moscheebau mit seinen zahlreichen Mihrab-Nischen nimmt nur etwa 15 % der Gesamtfläche ein und ist nach Westen (Mekka) orientiert. Er ist optisch durch ein gewaltiges Eingangsportal (pischtak) mit seitlichen, an der Außenseite leicht geböschten 23 m hohen Begleittürmen hervorgehoben, die deutlich aus dem Gesamtbaukörper hervortreten und – wie auch der Mittelteil – in verschiedene Geschossebenen unterteilt und durch zahlreiche Blendnischen bzw. Fensteröffnungen aufgelockert sind. Die drei Kuppeln der Moschee sind beim Betreten des Hofes nicht sichtbar, da sie vollständig von den Pischtaks verdeckt werden. Das Innere der Moschee ist gekennzeichnet durch drei große Kuppelsäle und mehrere dazwischenliegende kleinere Räume mit Flachdecken; der mit einem aufwendig gestalteten Mihrab und einer steinernen Kanzel (minbar) für den Vorbeter (imam) ausgestattete Mittelraum bildet das geistige Zentrum des Moscheebaus. Das etwa 4 m hohe Erdgeschoss des Hauptraums hat einen quadratischen Grundriss, der in der darüber befindlichen Geschossebene in ein Achteck überführt wird; das Untergeschoss der Kuppel hat einen 16-seitigen Grundriss, welcher in der Kuppel selbst in einen runden überführt wird; ähnliches wiederholt sich in den überkuppelten Seitenräumen.
Obwohl der Mihrab in die äußere Rückwand der Moschee integriert ist, ist diese ausgesprochen reich gegliedert und gestaltet – die Ecken werden durch doppelgeschossige Pavillons betont.